# Liste der Straßen und Plätze in Mobschatz

Lage der Gemarkung Mobschatz in Dresden

Die Liste der Straßen und Plätze in Mobschatz beschreibt das Straßensystem im Dresdner Ortsteil Mobschatz mit den entsprechenden historischen Bezügen. Aufgeführt sind Straßen, die im Gebiet der Gemarkung Mobschatz liegen. Kulturdenkmale in der Gemarkung Mobschatz sind in der Liste der Kulturdenkmale in Mobschatz aufgeführt.
Mobschatz ist zentraler Ortsteil der gleichnamigen Ortschaft, die wiederum zum statistischen Stadtteil Cossebaude/Mobschatz/Oberwartha der sächsischen Landeshauptstadt Dresden gehört. Wichtigste Straße in der Mobschatzer Flur ist die Bundesautobahn 4 (Europastraße 40/Europastraße 55), in die hier an der Anschlussstelle Dresden-Altstadt der von der Bundesstraße 6 im östlich benachbarten Stadtteil Kemnitz kommende Autobahnzubringer einmündet. Die Autobahn verläuft rund 300 Meter südlich des Dorfkerns grob in Ost-West-Richtung durch die Gemarkung. Eine hervorgehobene Rolle für den Verkehr im Dresdner Westen spielt daneben die Kreisstraße 6241, die Roitzsch über Podemus, Merbitz und Mobschatz mit Cossebaude verbindet. Im Süden der Flur verläuft außerdem die K 6242 in ihrem Abschnitt zwischen Merbitz und Kemnitz. Insgesamt gibt es in Mobschatz elf benannte Straßen und Plätze, die in der folgenden Liste aufgeführt sind.

## Legende
Die nachfolgende Tabelle gibt eine Übersicht über die vorhandenen Straßen und Plätze im Ortsteil sowie einige dazugehörige Informationen. Im Einzelnen sind dies:
- Name/Lage: Aktuelle Bezeichnung der Straße oder des Platzes sowie unter ‚Lage‘ ein Koordinatenlink, über den die Straße oder der Platz auf verschiedenen Kartendiensten angezeigt werden kann. Die Geoposition gibt dabei ungefähr die Mitte der Straße an.
- Länge/Maße in Metern: Die in der Übersicht enthaltenen Längenangaben sind nach mathematischen Regeln auf- oder abgerundete Übersichtswerte, die in Google Earth mit dem dortigen Maßstab ermittelt wurden. Sie dienen eher Vergleichszwecken und werden, sofern amtliche Werte bekannt sind, ausgetauscht und gesondert gekennzeichnet. Bei Plätzen sind die Maße in der Form a × b dargestellt. Der Zusatz ‚im Stadtteil‘ bzw. ‚im Ortsteil‘ gibt an, wie lang die Straße innerhalb des Stadt-/Ortsteils ist, sofern sie durch mehrere Stadt-/Ortsteile verläuft.
- Namensherkunft: Ursprung oder Bezug des Namens.
- Jahr der Benennung: Zeitpunkt, zu dem die Straße ihren heute gültigen Namen erhielt (sofern bekannt).
- Anmerkungen: Weitere Informationen bezüglich anliegender Institutionen, der Geschichte der Straße, historischer Bezeichnungen, Baudenkmalen usw.
- Bild: Foto der Straße.

## Straßenverzeichnis
| Name/Lage               | Länge/Maße | Namensherkunft                                                       | Jahr der Benennung | Anmerkungen | Bild         |
| ----------------------- | ---------- | -------------------------------------------------------------------- | ------------------ | --- | ------------ |
| Altmobschatz Lage       |            | Alter Dorfkern von Mobschatz                                         |                    | Altmobschatz lässt deutlich die Spuren eines slawischen Rundlings erkennen, als der das Dorf einst entstand. | Altmobschatz |
| Am Berg Lage            |            | Lage an einem Berg im Sinne von Geländeanstieg                       | 2001               | Die Straße Am Berg verbindet Mobschatz mit dem Elbtalkessel. Sie wurde Ende des 19. Jahrhunderts ausgebaut und hieß zunächst Bergstraße. Die Neubenennung erfolgte zwei Jahre nach der Eingemeindung nach Dresden, um Verwechslungen mit gleichnamigen Straßen im Stadtgebiet zu vermeiden. |              |
| Am Hang Lage            |            | Lage am Hang zwischen Elbtalkessel und Meißner Hochland              |                    | Die nach 1900 angelegte Straße Am Hang markiert die nördliche Gemarkungs- und Ortschaftsgrenze von Mobschatz. Die bergwärts bzw. südlich der Straße gelegenen Grundstücke gehören zu Mobschatz, jene auf der Talseite zu Stetzsch bzw. zu Obergohlis. |              |
| Am Tummelsgrund Lage    |            | Flurname Tummelsgrund                                                |                    | Der Flurname Tummelsgrund geht ebenso wie der Name der bei Neu-Leuteritz gelegenen Siedlung Tummelse zurück auf Domlitz, den rekonstruierten Ortsnamen einer Wüstung in Dresden. Die Straße Am Tummelsgrund wurde nach 1990 angelegt und ab 1993 mit einer Wohnsiedlung bebaut. |              |
| Buschweg Lage           |            | Busch im Sinne von Hain                                              |                    | Der Buschweg verbindet die Dorfkerne von Mobschatz und Alt-Leuteritz. Abschnittsweise hieß er früher Weinbergsweg. |              |
| Elbhangstraße Lage      |            | Flurname Elbhang, vgl. Am Hang                                       | 2001               | Elbhang ist ein Name für verschiedene Abschnitte von Hängen zwischen Elbtalkessel und umliegenden Hochflächen, siehe auch Dresdner Elbhänge. Der nördliche Teil der Elbhangstraße entstand 1906/07 und hieß als Verbindung nach Cossebaude bis 2001 Cossebauder Straße, der südliche Teil hieß als Verbindung nach Merbitz entsprechend Merbitzer Straße, danach von 1945 bis 2001 Ernst-Thälmann-Straße nach dem KPD-Politiker Ernst Thälmann. |              |
| Kirchenweg Lage         |            | Briesnitzer Kirche                                                   |                    | Der Kirchenweg ist Teil der alten Verbindung von Mobschatz ins damalige Kirchdorf Briesnitz. In früherer Zeit wurde er auch als Mobschatzer Meßweg bezeichnet, weil ihn die Bewohner auf dem Weg zum Besuch der Kirchenmesse nutzten. |              |
| Lößnitzblick Lage       |            | Ausblick in die auf der gegenüberliegenden Talseite gelegene Lößnitz |                    | Die Straße Lößnitzblick wurde 1926/27 angelegt und mit Siedlungshäusern bebaut. |              |
| Martin-Luther-Ring Lage |            | Martin Luther, deutscher Reformator                                  | 2001               | Der Martin-Luther-Ring wurde als Lutherstraße 1911 angelegt, 1919 verlängert, bis 1925 größtenteils mit Siedlungshäusern bebaut und zwei Jahre nach der Eingemeindung nach Dresden umbenannt, um Verwechslungen mit gleichnamigen Straßen im Stadtgebiet zu vermeiden. |              |
| Merbitzer Straße Lage   |            | Merbitz                                                              |                    | Die Merbitzer Straße ist Teil der alten Verbindung von Merbitz nach Briesnitz und somit auch ein Abschnitt des historischen Bischofswegs. |              |
| Zschonergrundweg Lage   |            | Zschonergrund                                                        |                    | Der Zschonergrundweg beginnt in Steinbach, führt abschnittsweise durch den äußersten Süden der Mobschatzer Flur und folgt dem Zschonerbach bis nach Kemnitz, wo er zur Zschonergrundstraße wird. |              |